# Alegría (El Salvador)
Alegria és un municipi del departament d'Usulután, El Salvador. Segons el cens oficial de 2007, té una població d'11.712 habitants.

## Història
A mitjan segle xvii, grups pipils van fundar en la serra de Chinameca els poblats limítrofs de Tecapa i Zapotitán, que van ser posats respectivament sota l'advocació de Sant Pere i Nom de Jesús per missioners espanyols. Per a l'any 1740, l'alcalde major Manuel de Gálvez va estimar la població de Sant Pere Tecapa en 38 indis caps de família, i 37 per a Nom de Jesús de Zapotitán, totalitzant uns 190 i 187 habitants per a cada poblat.

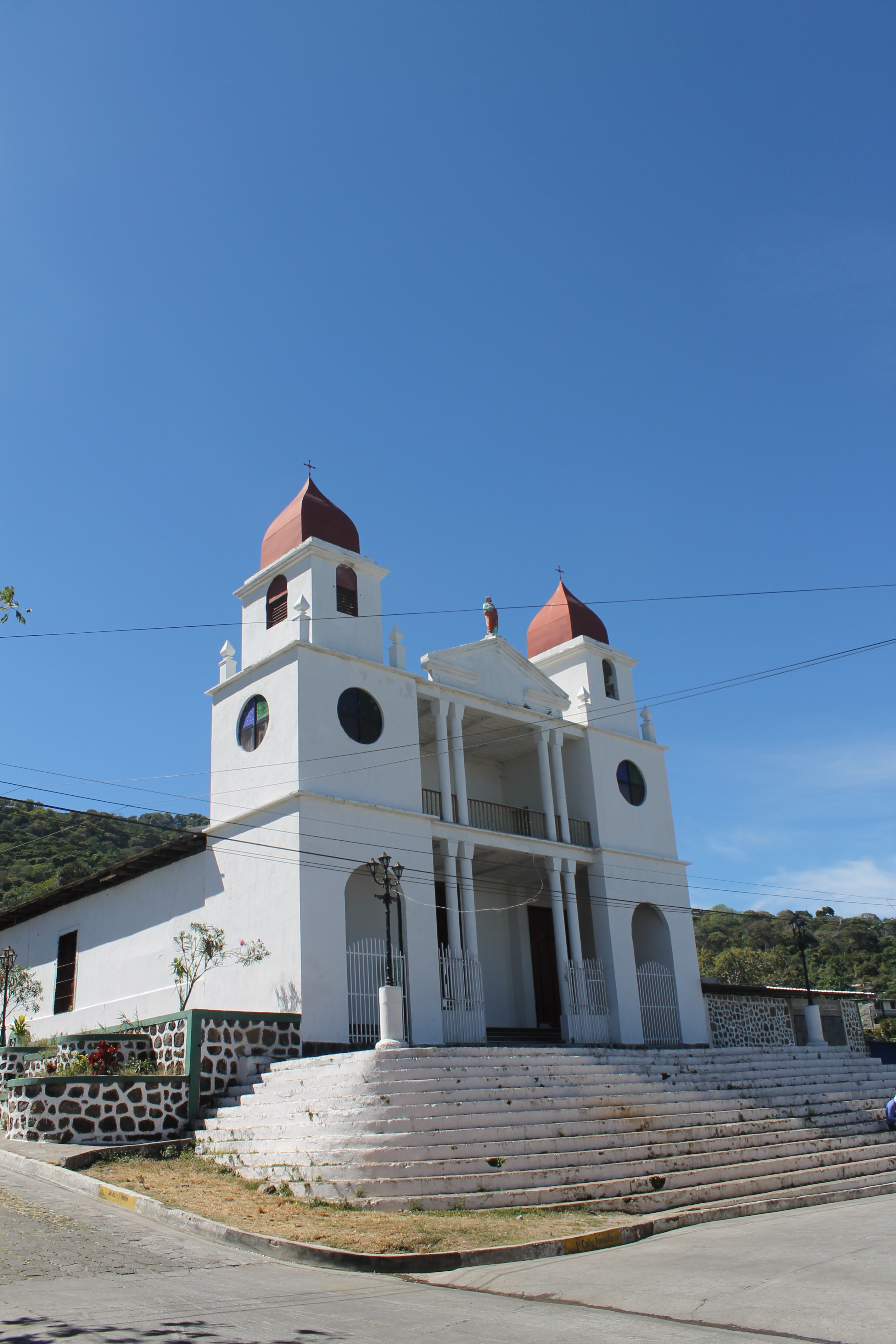
Església d'Alegria, Usulutan

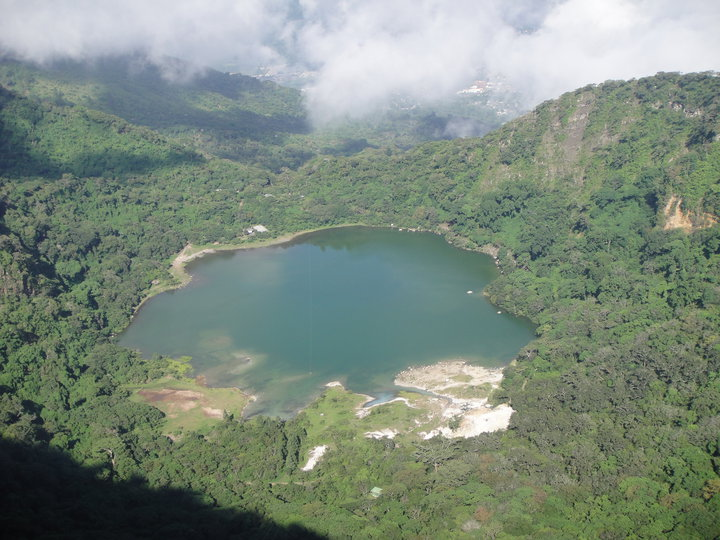
Laguna d'Alegria.

Amb la creació del departament de San Miguel el 12 de juny de 1824, tant Tecapa com Zapotitán van quedar en la seva circumscripció. El intendente Antonio Gutiérrez y Ulloa esmentava en un informe de l'any 1807 que Tecapa i Zapotitán pertanyien al curat de Chinameca, encara que administrativament eren part del Partit de San Miguel.
Per a l'any 1837 o 1839, va arribar al poblat de Tecapa el prevere José Miguel Alegria, notable professor que va fundar allí un col·legi de Filosofia. El seu llegat educatiu al país seria reconegut per l'Assemblea Legislativa amb un retrat que havia de col·locar-se en l'Alma mater de la Universitat d'El Salvador l'any 1857 i, al peu d'ell, la següent llegenda: "El Cos Legislatiu de 1857 va acordar col·locar aquest retrat de l'il·lustre prevere Don José Miguel Alegria, com un testimoniatge de gratitud, per la constància, zel i desinterès amb què per més de 20 anys s'ha ocupat a difondre les llums a la joventut salvadorenca".
En 1848, d'acord amb versions tradicionals, veïns de Tecapa van fundar el poblat de Tecapán, i amb la creació del departament d'Usulután, Tecapa va passar a formar part de la seva jurisdicció. El 7 de març de 1874, un cantó del municipi, anomenat "Valle del Gramal", es va erigir en poble amb el nom de Santiago de María. Tres dies després Tecapa va adquirir el títol de vila, i el 6 de febrer de 1879 el títol de ciutat. Aquest mateix any, el dia 26 d'agost, va ser posada la primera pedra per a la construcció del nou temple catòlic.
Tecapa va sofrir nous canvis al seu territori, quan el 22 de febrer de 1881 es va erigir el municipi de San Agustín de la segregació dels cantons El Salto, Cuchupuná, Los Ríos, El Cedro i Las Ceibas, i el cantó Linares de Jiquilisco; així com el 31 d'octubre de 1885, quan es van desmembrar els cantons d'Agua Caliente, Cañales, Montañita, Loma Alta i San Lorenzo, per constituir el municipi de Berlín.
El 17 de febrer de 1891, en reconeixement de la labor educativa del prevere José Miguel Alegria, i per iniciativa de Leandro Vásquez Guzmán, deixeble del mestre, l'Assemblea Legislativa va canviar el nom de Tecapa pel de Ciutat Alegría. El Decret va aparèixer en el Diari Oficial del 19 de febrer de 1891, Tom 30, número 41. Anys més tard, també un monument va ser erigit a la plaça principal del poblat en la seva memòria. Personatge notable nascut en aquesta ciutat és l'escriptor i periodista Alberto Masferrer.

## Informació del municipi

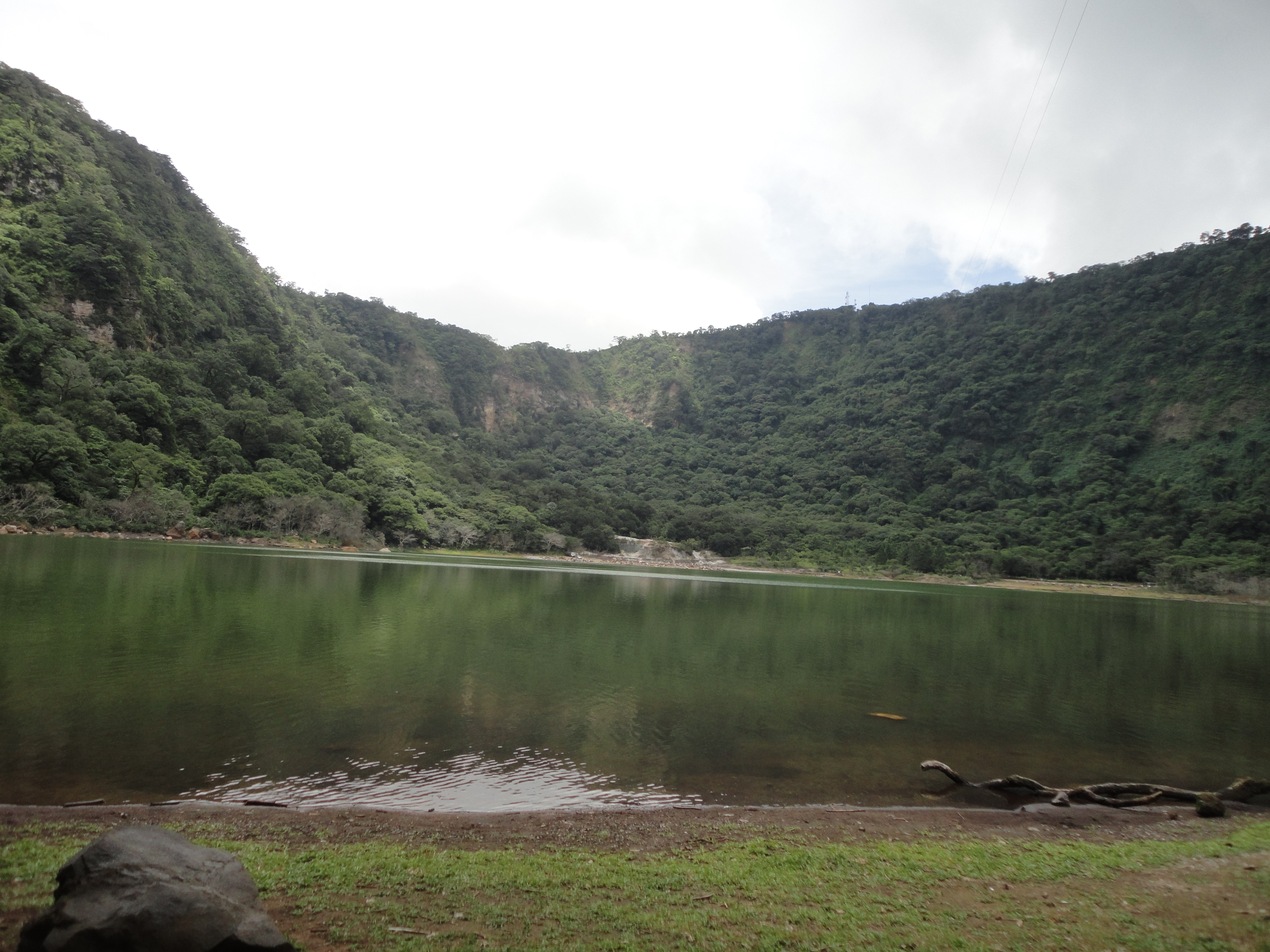
Laguna D'Alegria.

El topònim Tecapa, nom vernacle d'Alegria, és d'origen nahuat i significa "Llacuna de les pedres".
El municipi té una àrea de 40,41 km², i la capçalera una altitud d'1.150 msnm. Destaquen en la seva geografia el volcà Tecapa, d'1.594 msnm, el cràter del qual conté la Llacuna d'Alegría. Aquest volcà es troba a la Sierra Tecapa-Chinameca. Altres elevacions comprenen els turons El Cuzco, Alegría o La Sabana; i les Lomas Sant Joan i El Panal.
El clima ronda els 21 °C en les parts més altes (capçalera i Llacuna d'Alegría), amb un màxim de 27 °C en el mes d'abril, i un mínim de 15 °C al desembre.
Economia
Des del segle xix, el principal patrimoni econòmic d'Alegria ha estat el cultiu del cafè, així com en les localitats veïnes de Santiago de María i Berlín. A més existeixen vivers per al cultiu de plantes ornamentals. El municipi ha fet del turisme una important font d'ingressos per als seus pobladors des de l'any 2002. Aquest progrés ha estat reconegut pel Ministeri de Turisme d'El Salvador amb el premi "Pobles Vius" en els anys 2009 i 2010. L'oferta inclou allotjament, tours, alimentació i tendes d'artesanies; a més de la casa de naixement d'Alberto Masferrer.
Tradicions
Les festes patronals se celebren en el mes de setembre en honor de San Miguel Arcàngel.